# جانکارلو کوبلی
جانکارلو کوبلی (ایتالیایی: Giancarlo Cobelli؛ ۱۲ دسامبر ۱۹۲۹ – ۱۶ مارس ۲۰۱۲) یک کارگردان فیلم، فیلم‌نامه‌نویس و هنرپیشه اهل ایتالیا بود.
از فیلم‌ها یا برنامه‌های تلویزیونی که وی در آن نقش داشته‌است می‌توان به باربارلا، قدیمی‌ترین حرفه و نخستین شیره زفاف اشاره کرد.